# Абросимова, Екатерина Семёновна
Екатерина Семёновна Абросимова (Швецова) (1927—1993) — передовик советского сельского хозяйства, звеньевая колхоза «Революция» Тельченского района Орловской области. Герой Социалистического Труда (12.03.1949).

## Биография
Родилась в 1927 году в селе Спасское-на-Усохе Орловского уезда Орловской губернии, ныне – село Спас Мценского района Орловской области в крестьянской семье. Русская. Окончила только четыре класса начальной школы. С детства помогала родителям в колхозе. В годы войны была в эвакуации на Востоке.
После освобождения родной деревни от оккупации семья вернулась домой. Вступила в колхоз «Революция» Тельченского района (с 1957 года – Мценского) района. С Марией Андреевой работала звеньевой на опытном участке для выращивания конопли. В 1944 году звеньям подруг удалось получить рекордный урожай конопли, настолько высокий, что даже возникли сомнения в правильности представленных цифр. Однако следующий, победный, 1945 год доказал, что никакой ошибки не было – звенья Абросимовой и Андреевой действительно добились небывалых для колхоза результатов урожайности.
Полученные звеньями девушек урожаи были небывало высокими для колхоза. Так, в 1948 году на своём участке в 2 гектара звено Абросимовой собрало высокий урожай: конопли 10,9 центнера и семян 9,8 центнера с гектара. В 1949 году при подведении итогов пятилетки (1944–1948 годы) показатели звена впечатлили даже опытных колхозников. Никогда их хозяйство не добивалось урожая 11,8 центнера с гектара тресты и 11,5 центнера семян.
Указом Президиума Верховного Совета СССР от 12 марта 1949 года за получение высоких урожаев волокна и семян махорки и конопли при выполнении колхозами обязательных поставок и контрактации по всем видам сельскохозяйственной продукции, натуроплаты за работу МТС в 1948 году и обеспеченности семенами всех культур в размере полной потребности для весеннего сева 1949 года Абросимовой Екатерине Семёновне присвоено звание Героя Социалистического Труда с вручением ордена Ленина и золотой звезды «Серп и Молот».
Участница Выставки достижений народного хозяйства.
В 1951 году переехала в город Щёкино Тульской области, где вышла замуж и сменила фамилию на Швецову. Здесь она работала на заводе «Кислотоупор» загрузчиком-выгрузчиком брикета в массозаготовительном цехе. Работала до выхода на пенсию в 1983 году, посвятив предприятию 32 года жизни. Всегда ответственно подходила к своей работе, выступала наставником молодежи, занималась общественной деятельностью – много лет являлась членом Щёкинского комитета защиты мира.
Жила в городе Щёкино Тульской области. Умерла в 1993 году.

## Награды
- Медаль «Серп и Молот» (12.03.1949);
- Орден Ленина (12.03.1949).

- Медаль «За трудовое отличие»
- Медаль «В ознаменование 100-летия со дня рождения Владимира Ильича Ленина» (6 апреля 1970)
- Медаль «Ветеран труда»
- медали ВДНХ СССР
- и другими
- Отмечена грамотами и дипломами.